# EXTREME BEST
『EXTREME BEST』（エクストリーム ベスト）は、EXILEの6枚目のベストアルバム。2016年9月27日にrhythm zoneから発売。

## 概要
前作『EXILE BEST HITS -LOVE SIDE / SOUL SIDE-』から約4年ぶりのベストアルバム。発売日は、グループのデビュー15周年記念日である（火曜日）。
「3CD+4DVD」「3CD+4Blu-ray」「3CD」の全3形態で発売。「3CD」の初回盤は三方背ケース仕様で、「3CD+4DVD」「3CD+4Blu-ray」の初回盤は三方背BOX仕様、デジパック仕様のほか、全84ページのフォトブックが封入されている。
CDにはシングル曲45曲が収録されており、シングルコレクション的な内容となっている。EXILE第一章時代の13曲（本作DISC-1の1曲目「Your eyes only 〜曖昧なぼくの輪郭〜」から13曲目「SCREAM」まで）については、すべて第二章以降に発表されたTAKAHIRO参加の再録版で収録されている。
DVD及びBlu-rayには、第二章以降に制作された全53作のミュージックビデオに加え、三代目 J Soul Brothers、GENERATIONS、THE RAMPAGE、国内外のトップダンサーなど計65名が参加した新作のダンス・ムービー「UNITED DANCE NATION in FUNK JUNGLE」を収録。

## 収録曲

### CD

#### DISC-1
1. Your eyes only 〜曖昧なぼくの輪郭〜
  - 1stシングルの再録バージョン
  - 28thシングル「The Birthday 〜Ti Amo〜」収録曲
2. Fly Away
  - 3rdシングルの再録バージョン
  - EXILEの前身であるJ Soul Brothers（初代）のカバー
  - ベストアルバム『EXILE CATCHY BEST』収録曲
3. song for you
  - 4thシングルの再録バージョン
  - ベストアルバム『EXILE BALLAD BEST』収録曲
4. We Will 〜あの場所で〜 -Orchestra Version-
  - 7thシングルのオーケストラバージョン
  - ベストアルバム『EXILE BALLAD BEST』収録曲
5. Together
  - 8thシングル「Breezin' 〜Together〜」表題曲の再録バージョン
  - 25thシングル「時の描片 〜トキノカケラ〜/24karats -type EX-」初回限定盤ボーナストラック
6. Choo Choo TRAIN
  - 10thシングルの再録バージョン
  - ZOOのカバー
  - ベストアルバム『EXILE CATCHY BEST』収録曲
7. Carry On
  - 14thシングルの1曲目の再録バージョン
  - ベストアルバム『EXILE CATCHY BEST』収録曲
8. 運命のヒト -Orchestra Version-
  - 14thシングルの2曲目のオーケストラバージョン
  - 5thアルバム『EXILE EVOLUTION』初回盤ボーナストラック
9. real world
  - 15thシングルの再録バージョン
  - ベストアルバム『EXILE CATCHY BEST』収録曲
10. HERO
  - 17thシングルの再録バージョン
  - 26thシングル「I Believe」初回限定盤ボーナストラック
11. EXIT
  - 18thシングルの再録バージョン
  - ベストアルバム『EXILE CATCHY BEST』収録曲
12. ただ…逢いたくて
  - 19thシングルの再録バージョン
  - ベストアルバム『EXILE BALLAD BEST』収録曲
13. SCREAM - GLAY×EXILE
  - GLAY×EXILEのコラボレーションシングルの再録バージョン
  - ベストアルバム『EXILE ENTERTAINMENT BEST』収録曲
14. Everything
  - 21stシングル
15. Lovers Again
  - 22ndシングル

#### DISC-2
1. 道
  - 23rdシングル
2. SUMMER TIME LOVE
  - 24thシングル
3. 時の描片 〜トキノカケラ〜
  - 25thシングルの1曲目
4. 24karats -type EX-  / Sowelu, EXILE, DOBERMAN INC
  - 25thシングルの2曲目
5. I Believe
  - 26thシングル
6. Pure
  - 27thシングルの1曲目
7. You're my sunshine
  - 27thシングルの2曲目
8. Ti Amo
  - 28thシングル「The Birthday 〜Ti Amo〜」表題曲
9. LAST CHRISTMAS
  - 29thシングル
  - ワム!のカバー
10. Someday
  - 30thシングル「THE MONSTER 〜Someday〜」表題曲
11. FIREWORKS
  - 31stシングル「THE HURRICANE 〜FIREWORKS〜」表題曲
12. ふたつの唇
  - 32ndシングル「THE GENERATION 〜ふたつの唇〜」表題曲
13. VICTORY
  - 33rdシングル「FANTASY」収録曲
14. 24karats STAY GOLD
  - 33rdシングル「FANTASY」収録曲
15. もっと強く
  - 34thシングル

#### DISC-3
1. I Wish For You
  - 35thシングル
2. Each Other's Way 〜旅の途中〜
  - 36thシングル
3. Rising Sun
  - 37thシングル
4. あなたへ
  - 38thシングル
5. ALL NIGHT LONG
  - 39thシングル
6. BOW & ARROWS
  - 40thシングル
7. EXILE PRIDE 〜こんな世界を愛するため〜
  - 41stシングル
8. Flower Song
  - 42ndシングル
9. No Limit
  - 43rdシングル
10. NEW HORIZON
  - 44thシングル
11. 情熱の花
  - 45thシングル
12. 24karats GOLD SOUL
  - 46thシングル
  - アルバム初収録
13. AMAZING WORLD
  - 「EXILE LIVE TOUR 2015 "AMAZING WORLD"」のテーマソング。
  - 初CD化
14. Ki・mi・ni・mu・chu
  - 47thシングル
  - アルバム初収録
15. Joy-ride 〜歓喜のドライブ〜
  - 48thシングル
  - アルバム初収録

### DVD/Blu-ray
※3CD+4DVD、3CD+4Blu-rayのみ

#### DISC-1
1. Everything
2. Lovers Again
3. 道
4. EVOLUTION
5. SUMMER TIME LOVE
6. 時の描片 〜トキノカケラ〜
7. 24karats -type EX- / Sowelu, EXILE, DOBERMAN INC
8. I Believe
9. Touch The Sky feat. Bach Logic
10. Pure
11. Choo Choo TRAIN
12. 銀河鉄道999 / EXILE feat. VERBAL (m-flo)
13. real world
14. SUPER SHINE
15. Eastern Boyz 'N Eastern Girlz
16. Ti Amo
17. Your eyes only 〜曖昧なぼくの輪郭〜
18. ただ…逢いたくて
19. 僕へ
20. Love, Dream & Happiness

#### DISC-2
1. The Beginning Of EXILE GENERATION
2. Someday
3. FIREWORKS
4. 優しい光
5. ふたつの唇
6. 愛すべき未来へ
7. VICTORY
8. 24karats STAY GOLD
9. 願い
10. もっと強く
11. I Wish For You
12. Each Other's Way 〜旅の途中〜
13. Rising Sun
14. あなたへ
15. This Is My Life

#### DISC-3
1. ALL NIGHT LONG
2. BOW & ARROWS
3. あの空の星のように…
4. Bloom
5. EXILE PRIDE 〜こんな世界を愛するため〜
6. Flower Song
7. No Limit
8. PERFORMER'S PRIDE
9. NEW HORIZON
10. Craving In My Soul
11. 情熱の花
12. DANCE INTO FANTASY
13. Believe in Yourself
14. 悲しみの果てに…
15. 24karats GOLD SOUL
16. AMAZING WORLD
17. Ki・mi・ni・mu・chu
18. Joy-ride 〜歓喜のドライブ〜

#### DISC-4
1. UNITED DANCE NATION in FUNK JUNGLE
映画『HiGH&LOW THE MOVIE』の劇中内に登場した「FUNK JUNGLE」というクラブが舞台となっている[9]。